# Азербайджанське мистецтво гри на тарі

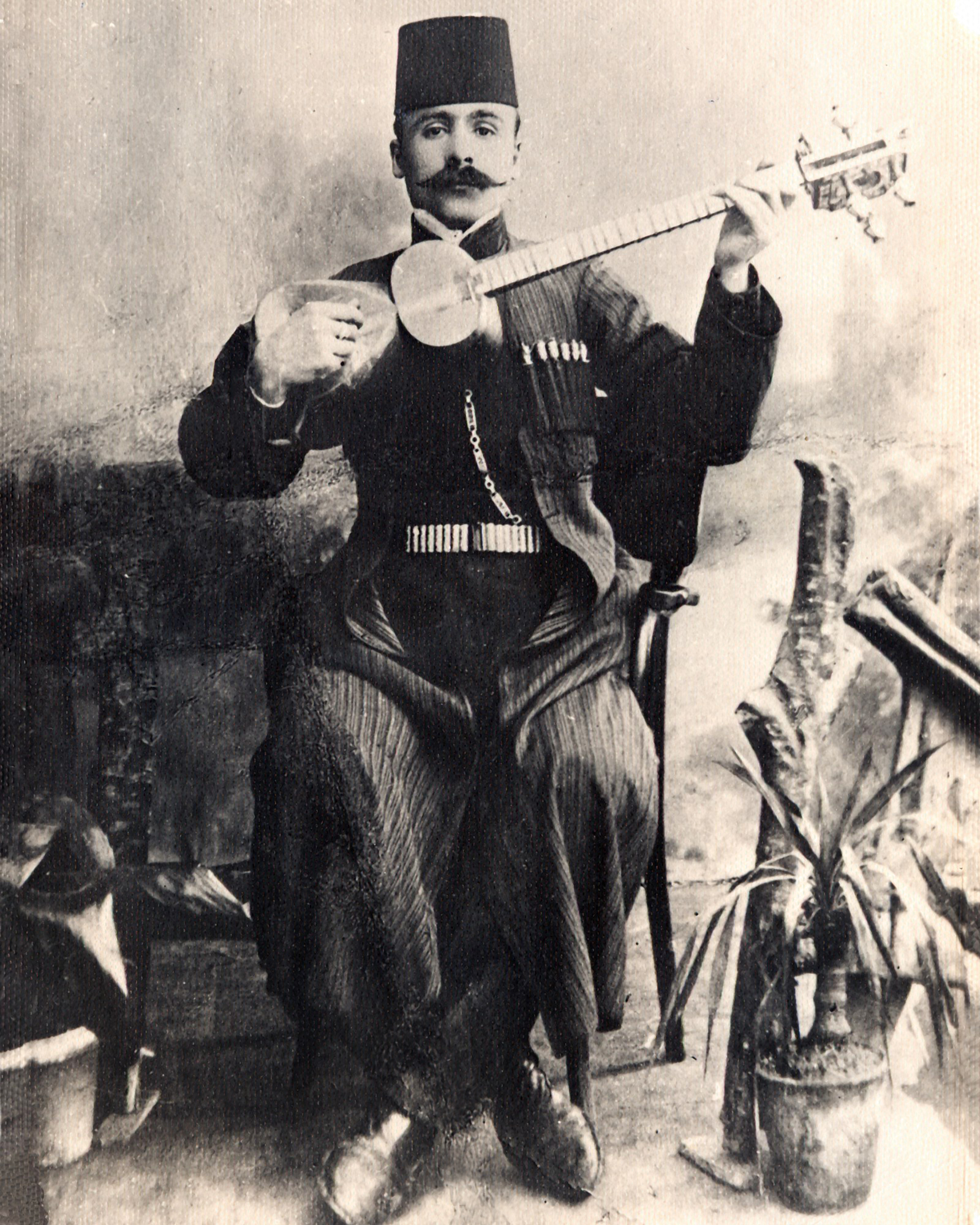
Азербайджанський тарист XIX—початку XX століття Мешаді Джаміль Аміров

Азербайджанське мистецтво гри на тарі (азерб. Azərbaycan tar ifaçılıq sənəti) — азербайджанське мистецтво виконання музики на тарі, щипковому струнному музичному інструменті з довгою шийкою. Виконавство на тарі, а також мистецтво його виготовлення розвинене по всій території Азербайджану. Навички, пов'язані з цією традицією, відіграють значну роль у формуванні культурної ідентичності азербайджанців. Тар використовується для виконання народної музики на весіллях, святах і концертах. Цей музичний інструмент використовується переважно як провідний у складі мугамного тріо. Є головним інструментом азербайджанських народних фольклорних оркестрів і ансамблів. Тар вважається музичним символом Азербайджану. Азербайджанське мистецтво гри на тарі і майстерність його виготовлення включено до списку шедеврів усної та нематеріальної культурної спадщини ЮНЕСКО.
У 70-ті роки XIX століття тар реконструював музикант і композитор Мірза Садих Асад-огли. Реконструйований тар, згодом названий «азербайджанським таром», починаючи з останньої чверті XIX століття, найбільше поширився на території Азербайджану, а відтак швидко став популярним на всьому Кавказі, в Туреччині та Центральній Азії.

## Будова азербайджанського тара

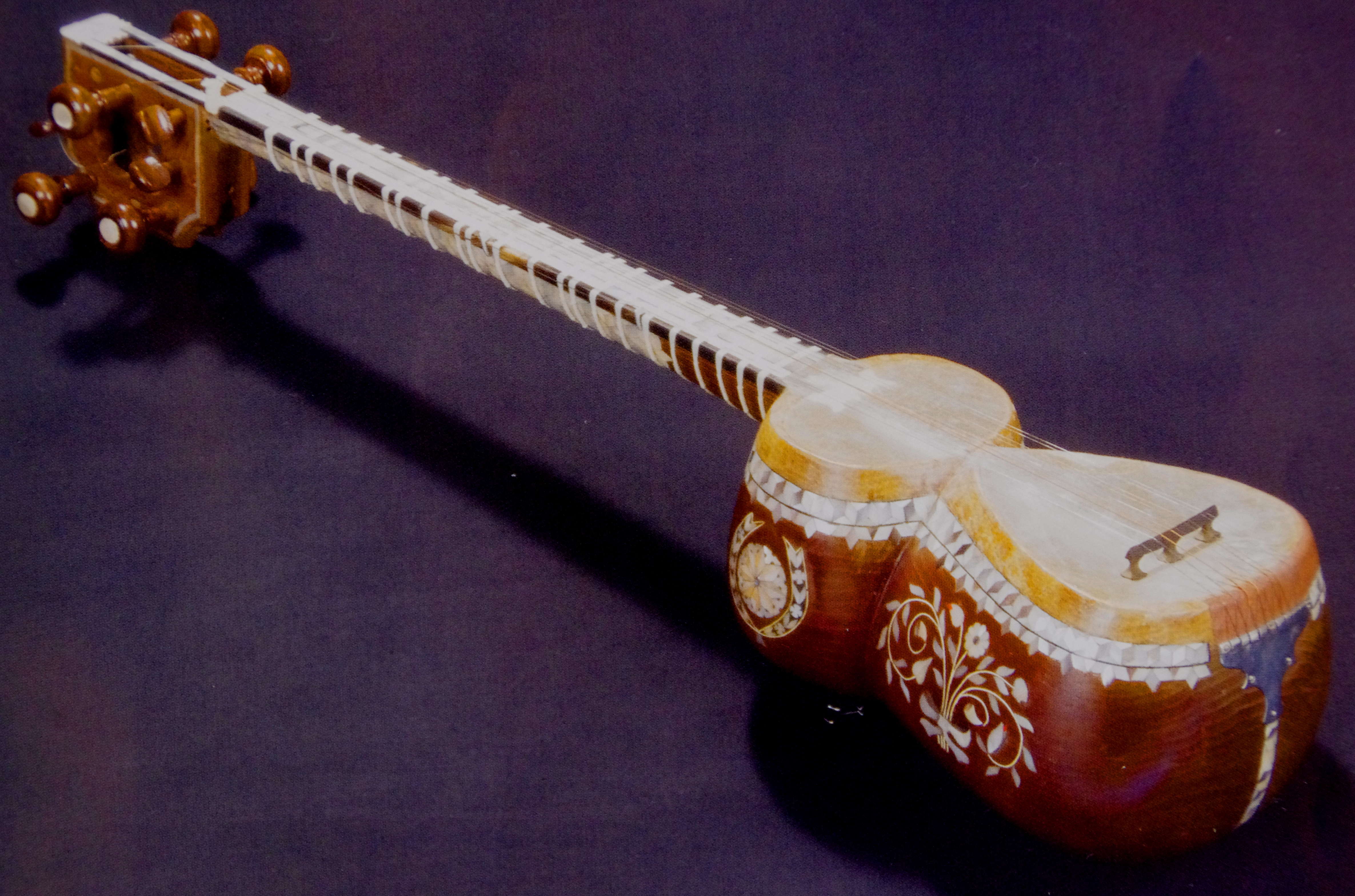
Тар, інкрустований перламутром. Державний музей музичної культури Азербайджану. Початок XX століття

Тар складається з трьох основних частин: корпусу (азерб. çanaq — чанаг), грифа і головки (азерб. kəllə — келле), а також розпірки (азерб. iç qol — ич гол), прикладу (азерб. küp — куп), шийки (азерб. qol — гол), кілочків (азерб. aşıx — аших), поріжків (азерб. pərdə — перде), підставок (струнотримачів) (азерб. xərək — херек) і струн (азерб. sim — сім). Загальна довжина інструмента — 855 мм (часто варіює в межах 830—890 мм), висота корпусу — 165 мм, ширина — 185 мм.
На гриф тара нав'язується 22 лади (це число відповідає звуковій висоті, характерній для азербайджанської музики). На корпус інструменту натягується плівка з бичачого серця і 11 металевих струн різного діаметра. Звук на тарі добувається за допомогою невеликого плектра (мізраба), який виготовляють з кістки або ебоніту.
Корпус тара відіграє роль резонатора. Він подовжений і опуклий з виїмками з боків. Сам корпус складається з двох нерівних частин — великої і малої чаш. Зону переходу від великої чаші до малої майстри називають «пупок». Зверху корпус нагадує цифру 8.
Шийка тара довга, з верхньої лицьової сторони плоска, а з нижньої — округла. У верхньому напрямку шийка поступово звужується. Це зроблено для того, щоб полегшити рух лівої руки під час гри.
Головка має вигляд вузької глибокої коробки, відкритої з передньої верхньої та нижньої сторін. По боках і краях головки є круглі або фігурні (часто зіркоподібні) вирізи. З верхньої сторони на головку надягають три великих (з круглою головкою) і три маленьких (з плоскою головкою) кілочки. З протилежного боку є три великих кілочки.
Серед струн тара виділяють три групи:
- Біла, жовта і товста парні струни;
- Одинарна товста струна (використовується тільки під час виконання мугамів);
- Дві парні тонкі і дзвінкі струни.

## Виготовлення азербайджанського тара

### Матеріали

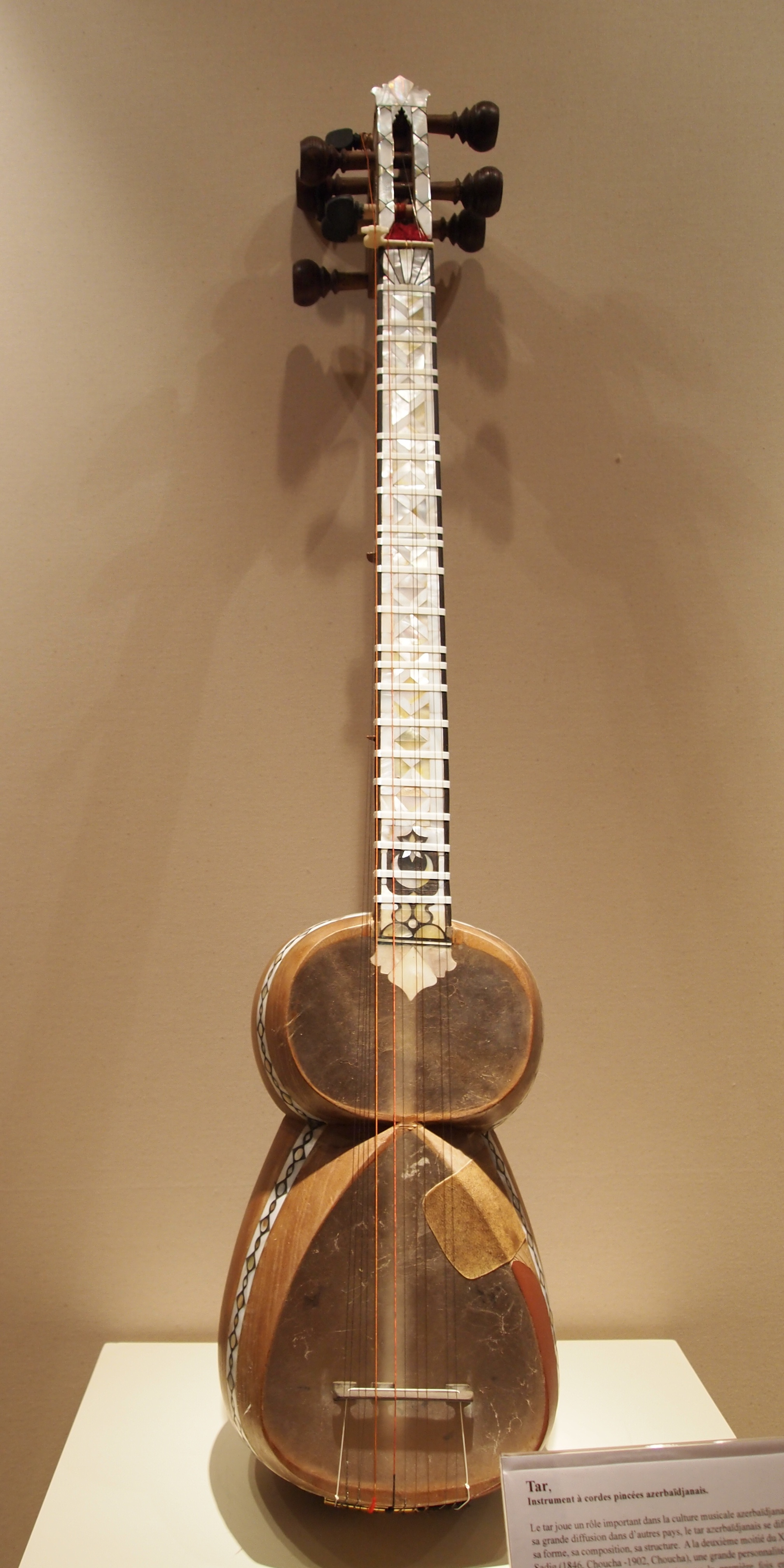
На виставці, присвяченій азербайджанському мистецтву й ремеслу, в музеї міста Коньяк

Корпус тара видовбується з цілісного шматка дерева. При виготовленні корпусу тара використовується зазвичай шовковичне дерево. Гриф і головку роблять з горіхового дерева. Для кілочків використовується деревина горіха або грушевого дерева. Відзначається, що кілочки з грушевого дерева краще витримують атмосферний тиск[прояснити] і точніше тримають музичний лад.
Для виготовлення шийки використовується серцевина горіхового дерева. При цьому слід звернути увагу на твердість її деревини, щоб шийка при налаштуванні не прогнулася.
Приклад виготовляють з шовковичного, абрикосового або горіхового дерева. Розпірку роблять з соснового дерева. На відкриту сторону корпусу — деку (азерб. üz — уз) натягається мембрана з серцевої мембрани великої рогатої худоби (крім буйвола). Також використовується шкіра грудної ділянки сома.
Лади виготовляють із тонкої кишки барана. Наголошується, що це надає інструменту ніжного звучання. Останнім часом, для міцності, кишка замінюється кетгутом або капроновою ниткою, тому тар звучить трохи грубіше.

### Технологія
Азербайджанський тар виготовляється методом цілісного виточування зі зрубу дерева певних розмірів. Зруб цей видовбується зсередини, а зовні шліфується до необхідної товщини. При виточуванні цільного корпусу також враховується сезон, коли зрубали дерево обраної породи. Дерево, призначене для виготовлення корпусу, слід зрубати в січні чи лютому, коли рівень смолистості дерева найнижчий (щоб корпус при висиханні не тріскався й не деформувався). Корпус після виточування просушують у темному і закритому місці природним шляхом протягом тривалого (2—3 роки) часу при особливій температурі. Стовбур зрізаного дерева ділиться навпіл, потім витягується серцевина. Поверхня частин шліфується. Після на них наносяться контури майбутнього інструмента. Потім видовбують внутрішню частину кожної з половин.
У різні роки в Азербайджані були вправні майстри, які виготовляли тар. В даний час цю традицію продовжують у Баку та інших регіонах республіки десятки професійних майстрів. Виготовлені азербайджанськими майстрами тари не раз демонструвалися в Туреччині, Ірані, Індії, Франції, Нідерландах. Частина їх зберігається в провідних музеях світу.

## Історія розвитку

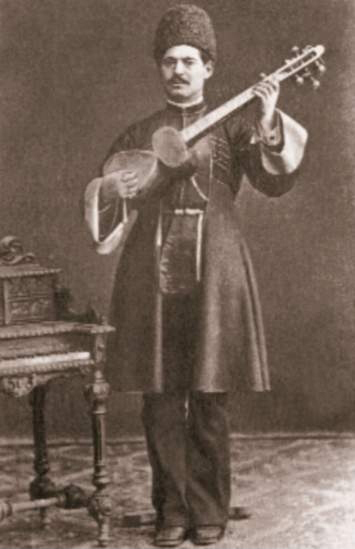
Творець оновленого азербайджанського тара Садихджан

На території Азербайджану тар став найпопулярнішим з XVIII століття. Історично тар мав п'ять струн (дві білі, дві жовті, одна басова), великий і глибокий корпус. А на довгій шийці зав'язувалися 27—28 ладів. Цей інструмент був важким і під час гри його тримали на колінах, або нижче грудей.
У 70-ті роки XIX століття тар реконструював музикант і композитор Мірза Садих Асад-огли, відомий у народі як Садихджан. Спочатку він збільшив число струн до 18, а потім зменшив до 13 (дві трихорні розташував знизу, парну та одинарну басові — посередині і дві парні дзвінкі — у верхній частині грифа). На шийці залишив тільки 22 лади. Щоб шийка не викривилася, Садыхджан закріпив її на спеціальному виступі корпусу, а всередині виступу встановив дерев'яну розпірку. Крім цього, зменшив товщину корпусу, а його бічні сторони випрямив. Верхню частину корпусу розширив, що збільшило силу її звучання. Полегшений інструмент вже можна було тримати біля грудей. При цьому виконавські можливості тара зросли. Реконструйований тар, названий «азербайджанським таром», найбільше поширився на території Азербайджану, починаючи з останньої чверті XIX століття. Удосконалюючи тар, Садихджан використовував теоретичні знання музикознавців Сафіаддіна Урмаві і Мір Мохсуна Навваба. На думку народного артиста Азербайджану, тариста Раміза Кулієва, без реконструкції Садихджана тар не міг би бути зарахований до родини класичних музичних інструментів і виконання на ньому творів азербайджанських та закордонних композиторів, таких як Моцарт, Бетховен, Чайковський, було б неможливим. Подібний тар за короткий час поширився по всьому Кавказі, в Туреччині та Центральній Азії. 1929 року, з метою зробити стрій тара більш стійким, число струн скоротили до 11.

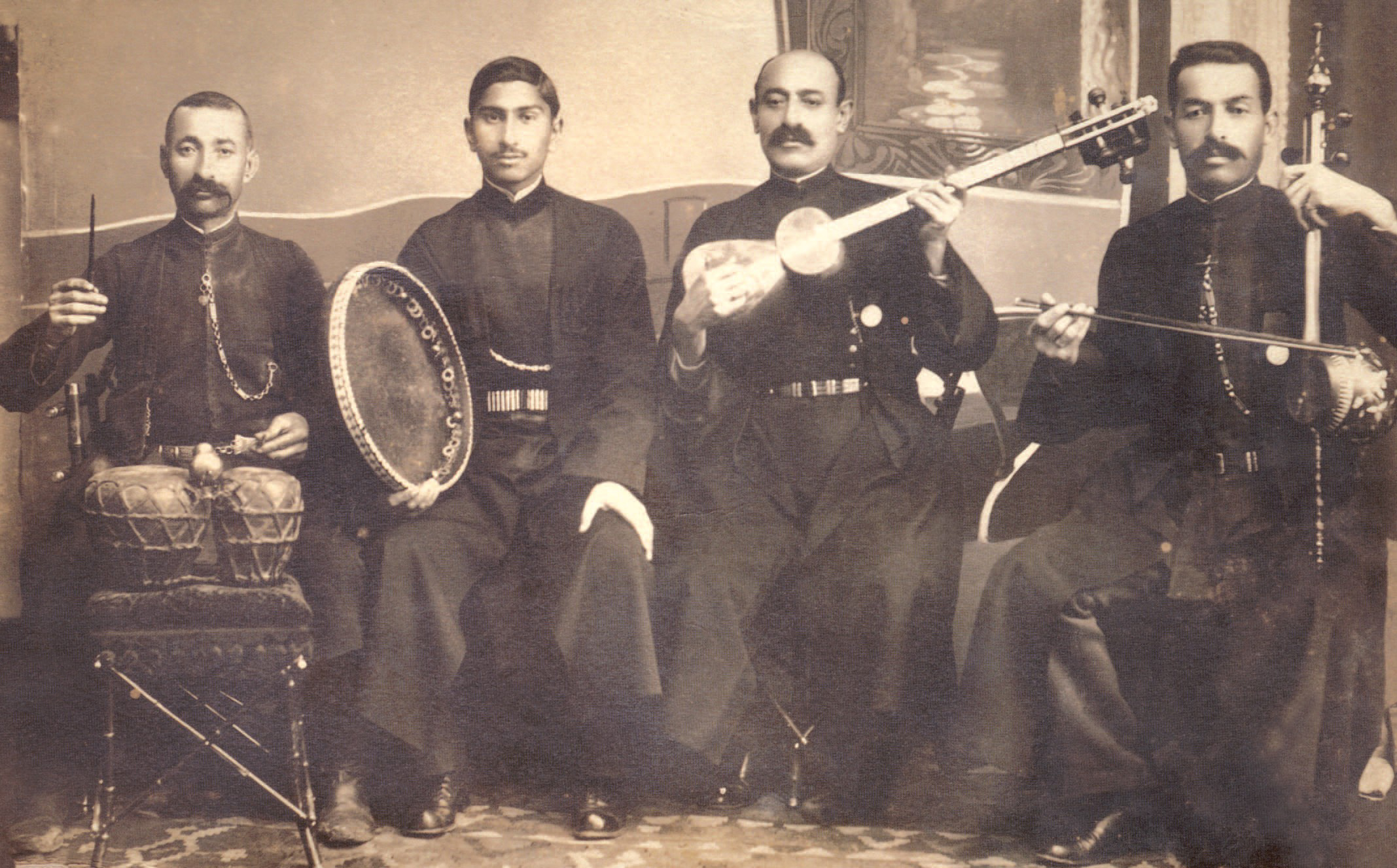
Ансамбль Сеїда Шушинського з таристом. 1916 рік

В азербайджанській музиці тар, головним чином, використовувався як провідний інструмент у складі мугамного тріо ханенде (співака), яке включало також кяманчу та гавал. На тарі акомпанували таким виконавцям-ханенде, як Сеїд Шушинський, Гаджі Гусі, Бюльбюльджан, Джаббар Кар'ягдиогли, Зульфі Адигезалов, Іслам Абдуллаєв, Хан Шушинський та ін. Серед відомих таристів можна назвати Мешаді Джаміля Амірова, Ширіна Ахундова, Мірзу Фарадж Рзаєва, Мешаді Зейнала Хагвердієва, Гурбана Пірімова, Ахмеда Бакіханова, Бахрама Мансурова, Гаджі Мамедова, Ахсана Дадашева, Габіба Байрамова, Мірзу Мансура Мансурова, Пашу Алієва, Фіруза Алізаде, Сахіба Пашазаде та ін.
На початку 30-х років розпочалась кампанія проти національних музичних інструментів, зокрема й тара. На захист тара виступали такі діячі культури, як поет Мікаїл Мушфіг, який присвятив тару вірш «Співай тар!» (азерб. Oxu tar!). У 20—30-х роках XX століття з питання збереження тара або відмови від нього відбулася широка дискусія. Тоді азербайджанському композитору Узеїру Гаджибекову вдалося відстояти інструмент в числі інструментів з рівномірно-темперованим 12-тоновим ладом. Тим самим забезпечили включення тара до складу нотного, оперного та симфонічного оркестрів, завдяки чому у вищих, середніх спеціальних музичних навчальних закладах республіки стали відкриватися класи тара. У першому нотному оркестрі народних музичних інструментів, створеному 1931 року з ініціативи Узеіра Гаджибекова і Мусліма Магомаєва тар зайняв провідне місце. Технічні та художні можливості тара ще більше розширила заснована Узеїром Гаджибековим школа нотного виконавства на національних інструментах. Азербайджанському таристу Садихджану присвячена повість Ільяса Ефендієва «Оповідь про ханську дочку Гюльсанубер і тариста Садихджана».

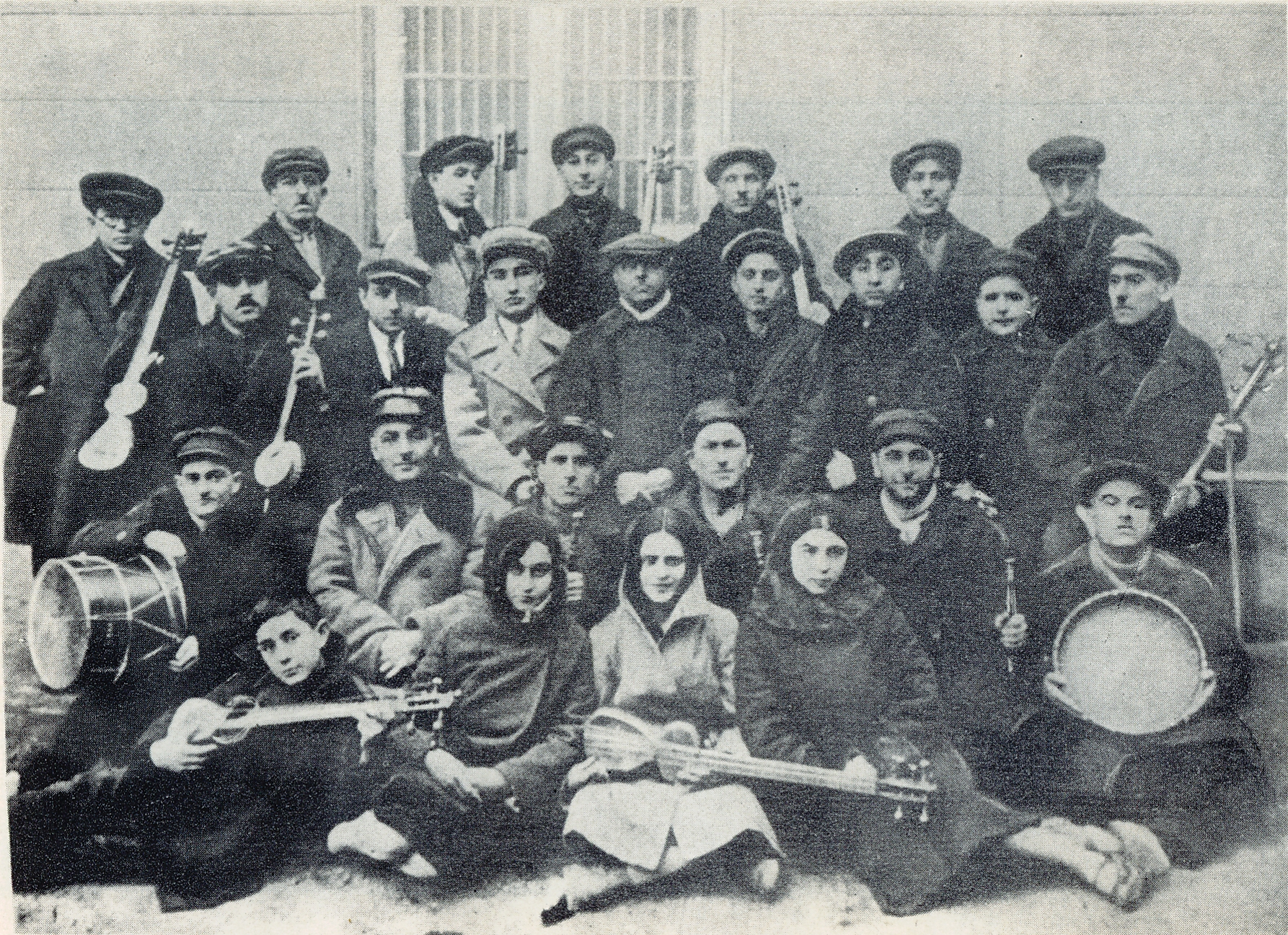
Перший нотний азербайджанський оркестр народних інструментів з таристами. 1932 рік

На початку XX століття в азербайджанській музиці поширився новий жанр мугамної опери. Творцем цього жанру був Узеїр Гаджибеков. Вокальні партії в цих операх йшли в супроводі тара. Також азербайджанські композитори створили низку великих творів, серед яких концерти для тара з оркестром. Тофік Бакіханов написав п'ять концертів для тара, останній з яких призначений для тара, скрипки та симфонічного оркестру.
Як сольний інструмент на естраду тар ввів Гурбаном Прімов. Твори ж європейської класики, а також вокальні твори азербайджанських композиторів у супроводі фортепіано вперше прозвучали у виконанні Гаджі Мамедова. Тар звучав у виконанні Раміза Кулієва у складі естрадно-симфонічного оркестру російського радіо і телебачення, а також академічного оркестру російських народних інструментів у Москві. Вперше концерт для тара з симфонічним оркестром написав Гаджі Ханмамедов. Пізніше він написав ще чотири концерти. Слід також зазначити написаний Саїдом Рустамовим перший концерт для тара з оркестром народних інструментів. Сулейман Алескеров також написав три концерти для тара з оркестром. Джангір Джангіров створив такий самий концерт.
Серед творів азербайджанських композиторів, написаних у різних жанрах, де значне місце відведено тару, можна виділити такі: «Сонатина», «Скерцо» для тара і фортепіано Сулеймана Алескерова, «Пісня без слів», «Ліричний танець» Васіфа Адигезалова, «Чахаргях», «Скерцо», «Танець-токкато» Гасана Рзаєва, партитура «Першої фантазії» Узеїра Гаджибекова, «Танець радості», «Азербайджанська сюїта» Саїда Рустамова, «Вічний рух» Сулеймана Алескерова, «Єгипетські картинки» Джангіра Джангірова, «Шахназсаяги», «Багчакурд» Аділя Герая, «Поема-спогад для тара з камерним оркестром» Севди Ібрагімової, «Думе» і «Гайтаги для тара з камерним оркестром» Азера Рзаєва та ін.
5 грудня 2012 року, на засіданні Міжурядового комітету ЮНЕСКО зі збереження нематеріальної культурної спадщини, що проходило від 3 до 7 грудня в Парижі, майстерність виготовлення і мистецтво гри на тарі внесено в репрезентативний список нематеріальної культурної спадщини людства.

## Виконання

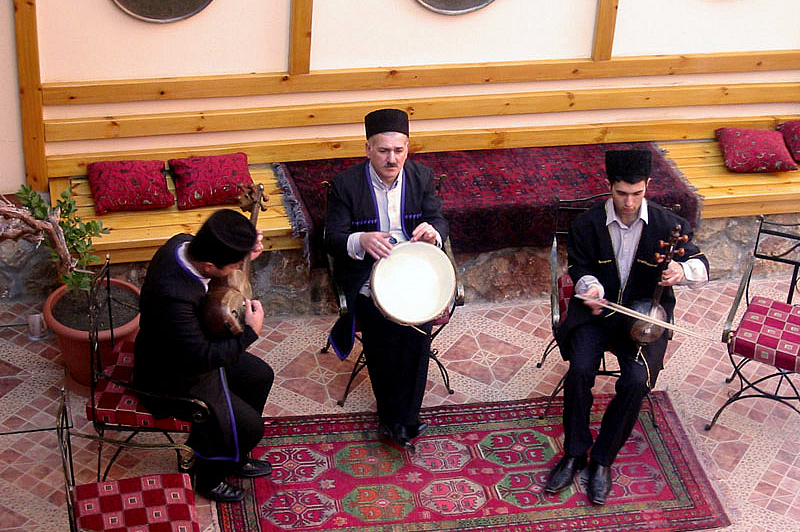
Тарист (ліворуч) акомпанує виконавцю мугама

Під час гри тар тримають біля грудей в горизонтальному положенні. Його корпус притискається до грудей кистю правої руки. Струни приводить у коливання затиснутий між великим і вказівним пальцями правої руки плектр. Гриф затискається в лівій руці між великим і вказівним пальцями. Одночасно з цим вказівний, середній і безіменний пальці притискають струни до різних ладів, забезпечуючи тим самим звучання.
За допомогою трелей і різних прийомів плектрного удару реалізуються технічні та художні можливості тара під час виконання. У сучасній практиці існує ціла система виконавських штрихів на тарі:
- уст-мізраб (удар плектром зверху)
- алт-мізраб (удар знизу)
- уст-алт мізраб (удар зверху-знизу)
- алт-уст мізраб (удар знизу-зверху)
- рух мізраб (удар праворуч-ліворуч)
- сантур мізраб (удар зверху-знизу-зверху)

Також існують додаткові штрихи і прийоми:
- лал бармаг (удар пальцем по струні)
- дартма сім (вібрато)
- сюрюшдюрма бармаг (глісандо)

Ефекту довго звучного вібруючого звуку музикант домагається за допомогою удару плектром по струні і при цьому притискаючи тар до грудей. Пауза, яка при цьому виходить, називається хум. Музичні партії для тара записуються в меццо-сопрановому ключі «до». Хроматичний звукоряд тара включає 2,5 октави. Діапазон інструменту охоплює звуки від «до» малої октави до «соль» другої октави. При грі можна також взяти звуки «ля» і «ля бемоль».

## Фотогалерея

Тар на поштових марках і грошових купюрах
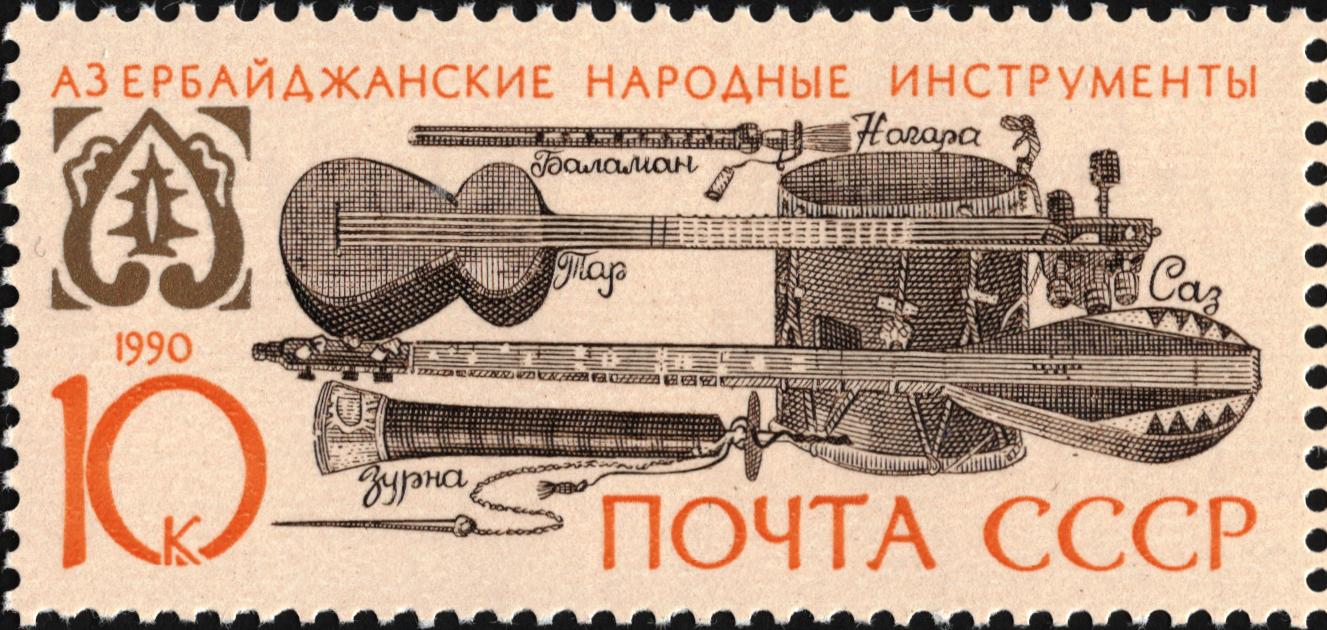
Поштова марка СРСР, 1990
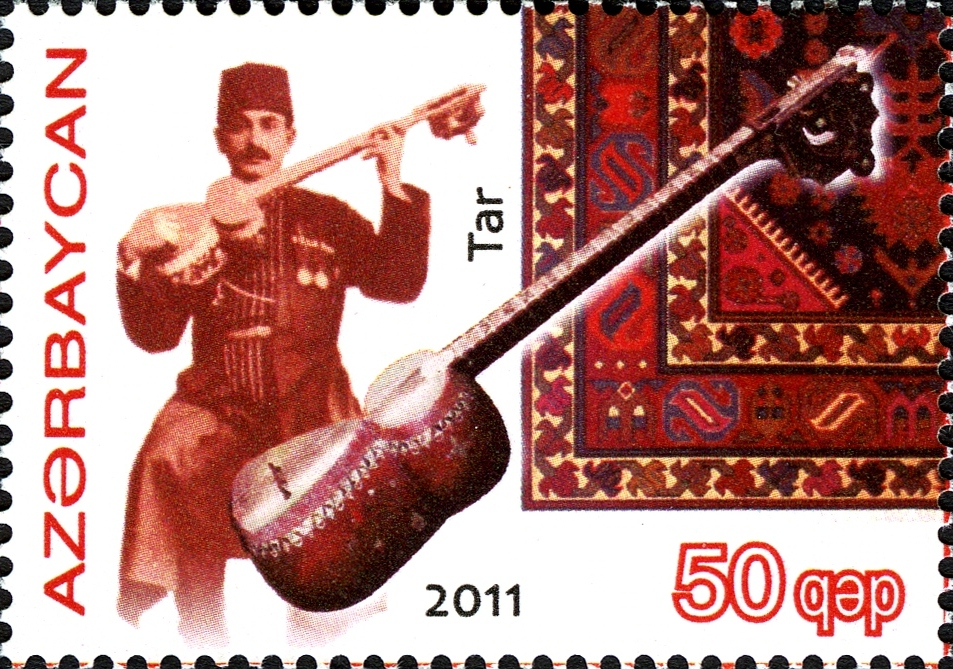
Поштова марка Азербайджану, 2011
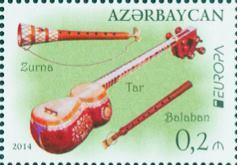
Поштова марка Азербайджану, 2014
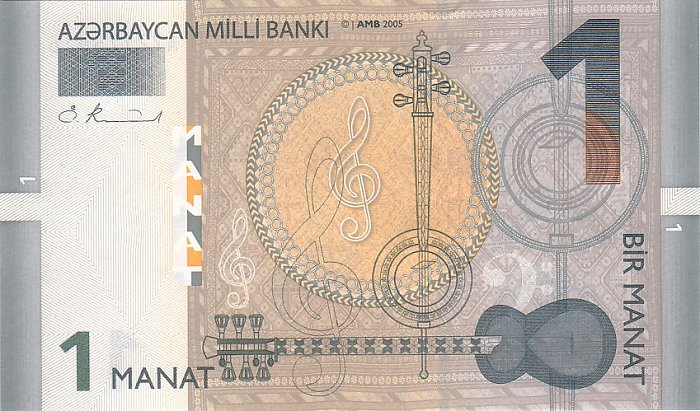
Тар на азербайджанській банкноті номіналом 1 манат